# نورث بير ابارتمينتس
نورث بير ابارتمينتس هو 581 ft ( 177m ) ناطحة سحاب طويل القامة في شيكاغو، إلينوي . تم الانتهاء منه في عام 1990 ولديها 61 طابقا. دوبين دوبين الأسود وموتوسامي تصميم المبنى، الذي هو أطول 43 و أطول لوحة الخرسانة سابقة الصب بناء يرتدون عند اكتماله، في شيكاغو . واجهة المباني ديها الرمادي الداكن، كستنائي، والألواح الوردي في نمط مجردة . سميت بعد شمال بيير، وهو مبنى طويل إلى الغرب على طول أوغدن زلة . وقد وصفت من قبل المهندسين المعماريين ل تكون نظيره المذكر إلى برج رشيق بحيرة نقطة في مكان قريب. تم تغيير اسمها إلى برج شقة شمال بيير رسميا «474 شمال بحيرة شور درايف» عندما تم تحويل المبنى إلى الوحدات السكنية في عام 2005 .

## انظر ايضاً
- قائمة أطول المباني في شيكاغو
- مبنى بيتسفيلد
- مبنى 70 شارع باين